# Antipernoí
Antipernoí (Antipernoi) är en ort i Grekland.   Den ligger i prefekturen Nomós Kerkýras och regionen Joniska öarna, i den västra delen av landet, 400 km nordväst om huvudstaden Aten. Antipernoí ligger 54 meter över havet och antalet invånare är 202. Den ligger på ön Korfu.
Terrängen runt Antipernoí är platt åt nordväst, men åt sydost är den kuperad. Havet är nära Antipernoí norrut.Runt Antipernoí är det ganska tätbefolkat, med 96 invånare per kvadratkilometer. Närmaste större samhälle är Agios Georgis, 6,8 km sydväst om Antipernoí. 